# Сунгурларе (община)
Община Сунгурларе се намира в Югоизточна България и е една от съставните общини на област Бургас.

## География

### Географско положение, граници, големина
Общината се намира в най-северозападната част на област Бургас. С площта си от 794,967 km2 заема 3-то място сред 13-те общини на областта, което съставлява 10,26% от територията на областта. Границите ѝ са следните:
- на изток – община Руен;
- на юг – община Карнобат;
- на югозапад – община Стралджа от област Ямбол;
- на запад – община Котел от област Сливен;
- на север – община Върбица и община Смядово от област Шумен.

### Релеф, води

#### Релеф
Релефът на общината е разнообразен – равнинен, ниско и средно планински. Централната и югоизточна част е заета от обширното Сунгурларско поле, което представлява северозападно разклонение на Карнобатската котловина. По перифериите на общината са разположени склоновете на пет планини, явяващи се части на Източна Стара планина. На север от долината на Луда Камчия, до границата с Шуменска област и източно от Върбишкия проход се простират южните склонове на Върбишка планина с най-висока точка връх Калето 599 m, източно от прохода. Най-северозападния ъгъл на общината на запад от Върбишкия проход е зает от югоизточните склонове на Котленска планина с най-висока точка връх Каракус 1046 m, най-високата точка на общината. На запад от Сунгурларското поле, между долините на реките Луда Камчия на север и Мочурица на юг се издигат най-източните части на Стидовска планина (връх Крайната могила 534 m). В най-източната част, южно от долината на Луда Камчия се простират най-западните разклонения на Карнобатска планина с връх Илийца (684 m). И накрая, в най-южната част, в завоя на река Мочурица се простират северните склонове на ниския старопланинския рид Терзийски баир с връх Кръста (472 m). Най-ниската точка на общината е 138 m н.в., намираща се в коритото на река Луда Камчия, източно от село Завет.

#### Води и водни ресурси
Територията на община Сунгурларе попада в два водосборни басейна: на север Черноморския, на юг Беломорския. Главният вододел върви по билото на Стидовска планина, минава през Карнобатския проход и продължава по билото на Карнобатска планина. Към Черноморския водосборен басейн се отнася средното течение на река Луда Камчия, която навлиза в общината от запад при село Дъбовица, тече в източна посока между Котленска и Върбишка планина на север и Стидовска и Карнобатска планина на юг и напуска общината източно от село Завет. Най-големият ѝ приток, вливащ се в нея на територията на общината е Медвенска река (ляв). На река Луда Камчия е изграден големият язовир Камчия, водите на който се използват предимно за водоснабдяване на множество населени места в Югоизточна България. Южната част на общината е заета от басейна на река Мочурица (ляв приток на Тунджа), която отводнява южните склонове на Стидовска и Карнобатска планина и северните склонове на Терзийски баир и цялото Сунгурларско поле. Освен големия язовир Камчия в общината са изгаредни и множество микроязовири, които осигуряват вода за напояване за земеделските култури основно в Сунгурларско поле. В най-западната част на общината, западно от село Скала, на билото на Стидовска планина се намира естественото Скаленско езеро.

## Население
Население на община Сунгурларе през годините, според данни на НСИ:
| Година | Население |
| 2010   | 12 685    |
| 2011   | 12 390    |
| 2012   | 12 229    |
| 2013   | 12 123    |
| 2014   | 12 021    |
| 2015   | 11 925    |
| 2016   | 11 759    |
| 2017   | 11 620    |
| 2018   | 11 519    |
| 2019   | 11 409    |
| 2020   | 11 343    |
| 2021   | 11 189    |
| 2022   | 10 420    |
| 2023   | 10 379    |

### Численост и движение
Раждаемост, смъртност и естествен прираст през годините, според данни на НСИ:
|                   | 2008 | 2009 | 2010 | 2011 | 2012 | 2013 | 2014 | 2015 | 2016 | 2017 | 2018 | 2019 | 2020 | 2021 | 2022 | 2023 |
| Раждаемост        | 130  | 152  | 107  | 113  | 123  | 126  | 130  | 112  | 89   | 99   | 116  | 117  | 95   | 119  | 105  | 108  |
| Смъртност         | 262  | 216  | 280  | 291  | 263  | 250  | 240  | 259  | 242  | 264  | 230  | 243  | 263  | 294  | 268  | 240  |
| Естествен прираст | -132 | -64  | -173 | -178 | -140 | -124 | -110 | -147 | -153 | -165 | -114 | -126 | -168 | -175 | -163 | -132 |

Коефициент на раждаемост, смъртност и естествен прираст през годините, според данни на НСИ (средно на 1000 души, в ‰):
|                   | 2008 | 2009 | 2010  | 2011  | 2012  | 2013  | 2014 | 2015  | 2016  | 2017  | 2018 | 2019  | 2020  | 2021  | 2022  | 2023  |
| Раждаемост        | 9.7  | 11.5 | 8.4   | 9.1   | 10.1  | 10.4  | 10.8 | 9.4   | 7.6   | 8.5   | 10.1 | 10.3  | 8.4   | 10.6  | 10.1  | 10.4  |
| Смъртност         | 19.5 | 16.4 | 22.1  | 23.4  | 21.5  | 20.6  | 20.0 | 21.7  | 20.6  | 22.7  | 20.0 | 21.3  | 23.2  | 26.3  | 25.7  | 23.1  |
| Естествен прираст | -9.8 | -4.9 | -13.7 | -14.3 | -11.4 | -10.2 | -9.2 | -12.3 | -13.0 | -14.2 | -9.9 | -11.0 | -14.8 | -15.7 | -15.6 | -12.7 |

### Етнически състав
Численост и дял на етническите групи според преброяването на населението през 2011 г.:
|                     | Численост | Дял (в %) |
| Общо                | 12 559    | 100.00    |
| Българи             | 6193      | 49.31     |
| Турци               | 3553      | 28.29     |
| Роми                | 929       | 7.39      |
| Други               | 76        | 0.60      |
| Не се самоопределят | 122       | 0.97      |
| Неотговорили        | 1686      | 13.42     |

### Населени места
Общината има 28 населени места с общо население 10 583 жители към 7 септември 2021 г.
| Населено място | Население (2021 г.) | Площ на землището km2 | Забележка (старо име)                                                                            | Населено място | Население (2021 г.) | Площ на землището km2 | Забележка (старо име)                                        |
| -------------- | ------------------- | --------------------- | ------------------------------------------------------------------------------------------------ | -------------- | ------------------- | --------------------- | ------------------------------------------------------------ |
| Бероново       | 64                  | 28,814                | Исуплии (до 1934 г.)                                                                             | Лозарево       | 791                 | 24,758                | Комарево (до 1938 г.)                                        |
| Босилково      | 52                  | 9,858                 |                                                                                                  | Лозица         | 10                  | 6,091                 | Ени махле (до 1934 г.)                                       |
| Ведрово        | 65                  | 14,623                | Казалък ени махле (до 1934 г.), Казалък (от 1934 г. до 1938 г.), Зайчари (от 1938 г. до 1964 г.) | Манолич        | 973                 | 104,797               |                                                              |
| Везенково      | 333                 | 43,179                | Кадър факлии (до 1934 г.)                                                                        | Подвис         | 374                 | 55,751                |                                                              |
| Велислав       | 118                 | 18,279                | Фелкач (до 1978 г.)                                                                              | Прилеп         | 534                 | 30,105                |                                                              |
| Вълчин         | 333                 | 16,139                | Куркоджа, Курт коджа (до 1934 г.)                                                                | Пчелин         | 39                  | 9,947                 | Таш аръ (до 1934 г.)                                         |
| Горово         | 21                  | 6,404                 | Индже кьой (до 1934 г.), Горица (от 1934 г. до 1961 г.)                                          | Садово         | 133                 | 57,211                |                                                              |
| Грозден        | 809                 | 13,844                | Санджикларе (до 1934 г.)                                                                         | Скала          | 16                  | 25,566                | Кая баш (до 1934 г.)                                         |
| Дъбовица       | 24                  | 24,723                | Шехово (до 1978 г.)                                                                              | Славянци       | 632                 | 20,948                | Черкешлии (до 1890 г.), Фердинандово (от 1890 г. до 1947 г.) |
| Есен           | 41                  | 29,081                | Касъмчево (до 1934 г.)                                                                           | Сунгурларе     | 2767                | 50,290                |                                                              |
| Завет          | 76                  | 15,343                | Барък (до 1934 г.)                                                                               | Съединение     | 915                 | 30,125                |                                                              |
| Камчия         | 60                  | 55,512                | Камчи махле (до 1934 г.)                                                                         | Терзийско      | 57                  | 29,035                | Терзелии (до 1934 г.)                                        |
| Климаш         | 281                 | 15,995                |                                                                                                  | Черница        | 267                 | 21,738                | Ени кьой (до 1934 г.)                                        |
| Костен         | 275                 | 22,513                |                                                                                                  | Чубра          | 523                 | 14,298                | Абдал кьой (до 1934 г.)                                      |
|                |                     |                       |                                                                                                  | ОБЩО           | 10583               | 794,967               | няма населени места без землища                              |

## Административно-териториални промени
- Указ № 554/обн. 29.10.1890 г. – преименува с. Черкешлии на с. Фердинандово;
- МЗ № 2820/обн. 14.08.1934 г. – преименува с. Исуплии на с. Бероново;

– преименува с. Кадър факлии на с. Везенково;
– преименува с. Куркоджа (Курт коджа) на с. Вълчин;
– преименува с. Индже кьой на с. Горица;
– преименува с. Санджикларе на с. Грозден;
– преименува с. Касъмчево на с. Есен;
– преименува с. Барък на с. Завет;
– преименува с. Казалък ени махле на с. Казалък;
– преименува с. Ени махле на с. Лозица;
– преименува с. Кая баш на с. Скала;
– преименува с. Терзелии с. Терзийско;
– преименува с. Ени кьой на с. Черница;
– преименува с. Абдал кьой на с. Чубра;
- МЗ № 3775/07.12.1934 г. – преименува с. Мура дере на с. Змеево;

– преименува с. Камчи махле на с. Камчия;
– преименува с. Морафта на с. Морава;
– преименува с. Кърджилар на с. Поляк;
– преименува с. Таш аръ на с. Пчелин;
– преименува с. Дере кьой на с. Речка;
– преименува с. Салихлер на с. Смочево;
- МЗ № 1695/обн. 27.09.1937 г. – заличава с. Речка;
- МЗ № 3287/обн. 11.10.1938 г. – преименува с. Казалък на с. Зайчари;

– преименува с. Комарево на с. Лозарево;
- МЗ № 1189/обн. 25.03.1947 г. – преименува с. Фердинандово на с. Славянци;
- между 1946 и 1956 г. – с. Поляк е заличено без административен акт поради изселване;
- Указ № 107/обн. 13.03.1951 г. – преименува с. Хотал на с. Подем;
- Указ № 317/обн. 13.12.1955 г. – заличава селата Морава и Подем и ги обединява в едно населено място – с. Съединение;
- Указ № 129/обн. 11.04.1961 г. – преименува с. Горица на с. Горово;
- Указ № 466/обн. 28.08.1964 г. – преименува с. Зайчари на с. Ведрово;
- Указ № 546/обн. 15.09.1964 г. – признава с. Сунгурларе за с.гр.т. Сунгурларе;
- Указ № 1942/обн. 17.09.1974 г. – признава с.гр.т. Сунгурларе за гр. Сунгурларе;
- Указ № 1521/обн. 24.10.1975 г. – заличава селата Змеево, Рупча и Смочево и присъединява землищата им към с. Подвис (на Змеево и Рупча) и към с. Манолич (на Смочево);
- Указ № 1060/обн. ДВ бр.43/02.06.1978 г. – преименува с. Фелкач на с. Велислав;

– преименува с. Шехово на с. Дъбовица;
- Указ № 268/обн. 13.08.2002 г. – отделя с. Огнен и землището му от община Сунгурларе и го присъединява към община Карнобат;
- Реш. МС № 94/обн. ДВ бр. 18/22.02.2013 г. – заличава селата Балабанчево и Каменско и присъединява землищата им съответно към гр. Сунгурларе и с. Манолич;

## Транспорт
В югоизточната част на общината, от изток на запад, а след това на юг преминава участък от 36 km от трасето жп линията Комунари – Дъскотна – Карнобат.
През общината преминават частично или изцяло 6 пътя от Републиканската пътна мрежа на България с обща дължина 113,3 km:
- участък от 22,5 km от Републикански път I-7 (от km 196,9 до km 219,4);
- участък от 33,7 km от Републикански път II-73 (от km 44,7 до km 78,4);
- началният участък от 22,5 km от Републикански път III-705 (от km 0 до km 22,5);
- началният участък от 7,3 km от Републикански път III-7006 (от km 0 до km 7,3);
- началният участък от 9,8 km от Републикански път III-7305 (от km 0 до km 9,8);
- началният участък от 17,5 km от Републикански път III-7306 (от km 0 до km 17,5).

## Топографска карта
- Лист от карта K-35-42. Мащаб: 1 : 100 000.
- Лист от карта K-35-43. Мащаб: 1 : 100 000.